# アントワーヌ・ペーヌ
アントワーヌ・ペーヌ（Antoine Pesne、1683年5月23日 - 1757年8月5日）は、フランス生まれの画家である。1711年からプロイセン王国の宮廷画家となり、ベルリンの美術アカデミーの校長も務めた。アントワーヌ・ヴァトー、 ニコラ・ランクレ、フランソワ・ブーシェらと並んで、フランスのロココ美術の代表的な画家の一人とされる。

## 略歴
パリで生まれた。父親は肖像画家で、父親と、叔父でルイ14世の宮廷画家で王立絵画彫刻アカデミーの校長のシャルル・ド・ラ・フォッス（Charles de La Fosse）から絵画を学んだ。アカデミーの奨学制度で1705年から1710年の間は、ヴェネツィア、ナポリ、ローマに留学し、ローマではアンドレア・チェレスティ(Andrea Cellesti )から指導を受けた。ローマでは静物画家のデュブイソン(Jean Baptiste Gayot Dubuisson)の娘と結婚した。 
1710年にプロイセン王国の国王、フリードリヒ1世に招かれベルリンに移り、1711年にオランダ人画家Augustin Terwestenが死去して空席になった宮廷画家に就任した。1713年にフリードリヒ1世が亡くなった後も宮廷画家を続けてが、次代の国王、フリードリヒ・ヴィルヘルム1世は「兵隊王」と仇名された人物で芸術には無関心で、報酬は半分に減らされた。
1715年にデッサウの宮廷、1718年にドレスデン(ザクセン選帝侯領)の宮廷を訪れて働き、この間パリの王立絵画彫刻アカデミーの会員となるための作品を描き会員となった。1722年にはベルリンの美術アカデミーの校長に任じられた。
1736年から1740年の間は芸術に関心のある皇太子フリードリヒ2世が住む、ラインスベルク城に滞在し、皇太子が愛好するロココの画家、アントワーヌ・ヴァトーのスタイルで多くの肖像画を描き、宮殿の装飾画も描いた。
1740年にフリードリヒ2世が国王になった後、1746年にベルリンに土地と邸を建てる資材が与えられ、亡くなるまでベルリンに住んだ。

## 作品

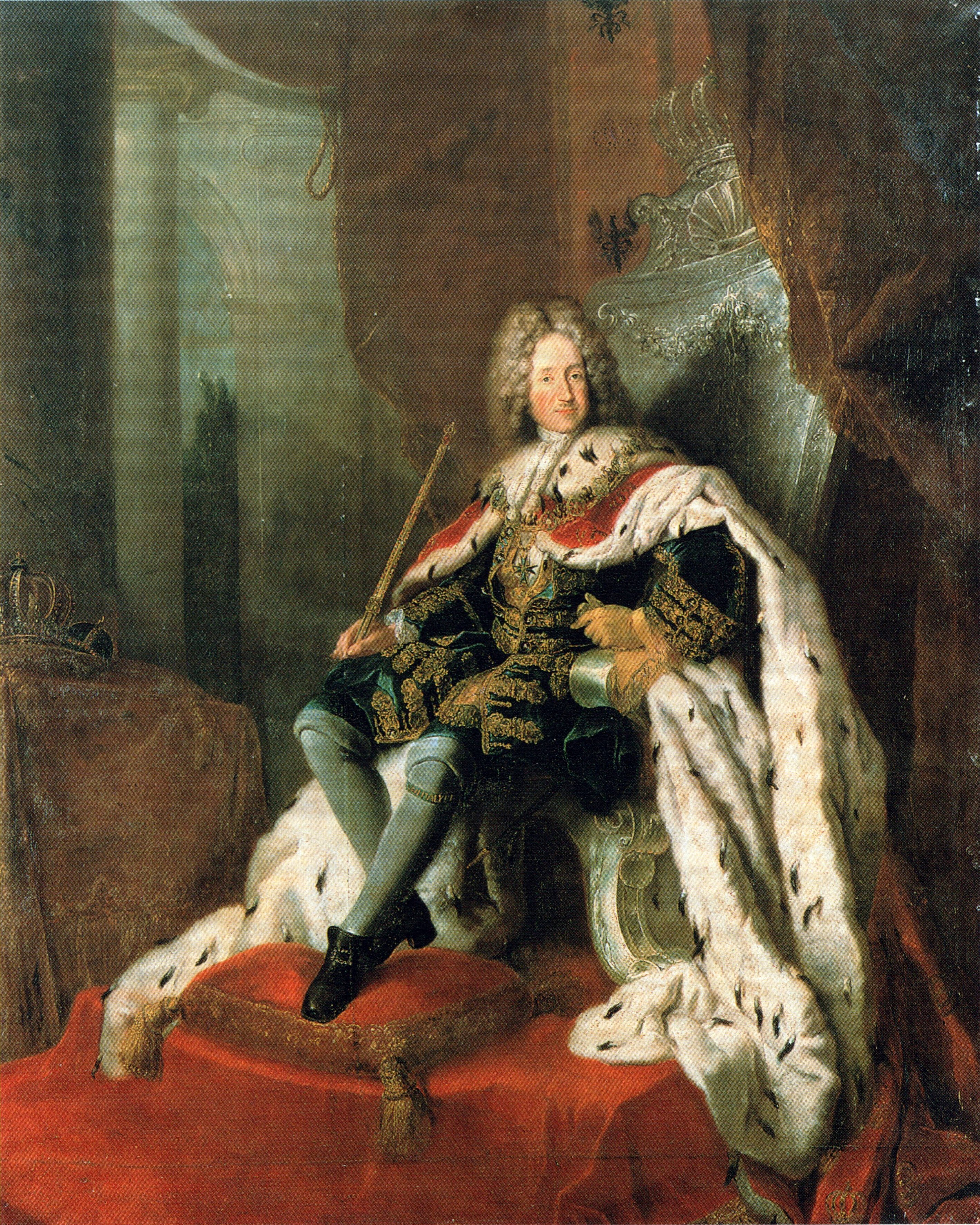
フリードリヒ1世(1713年以前)
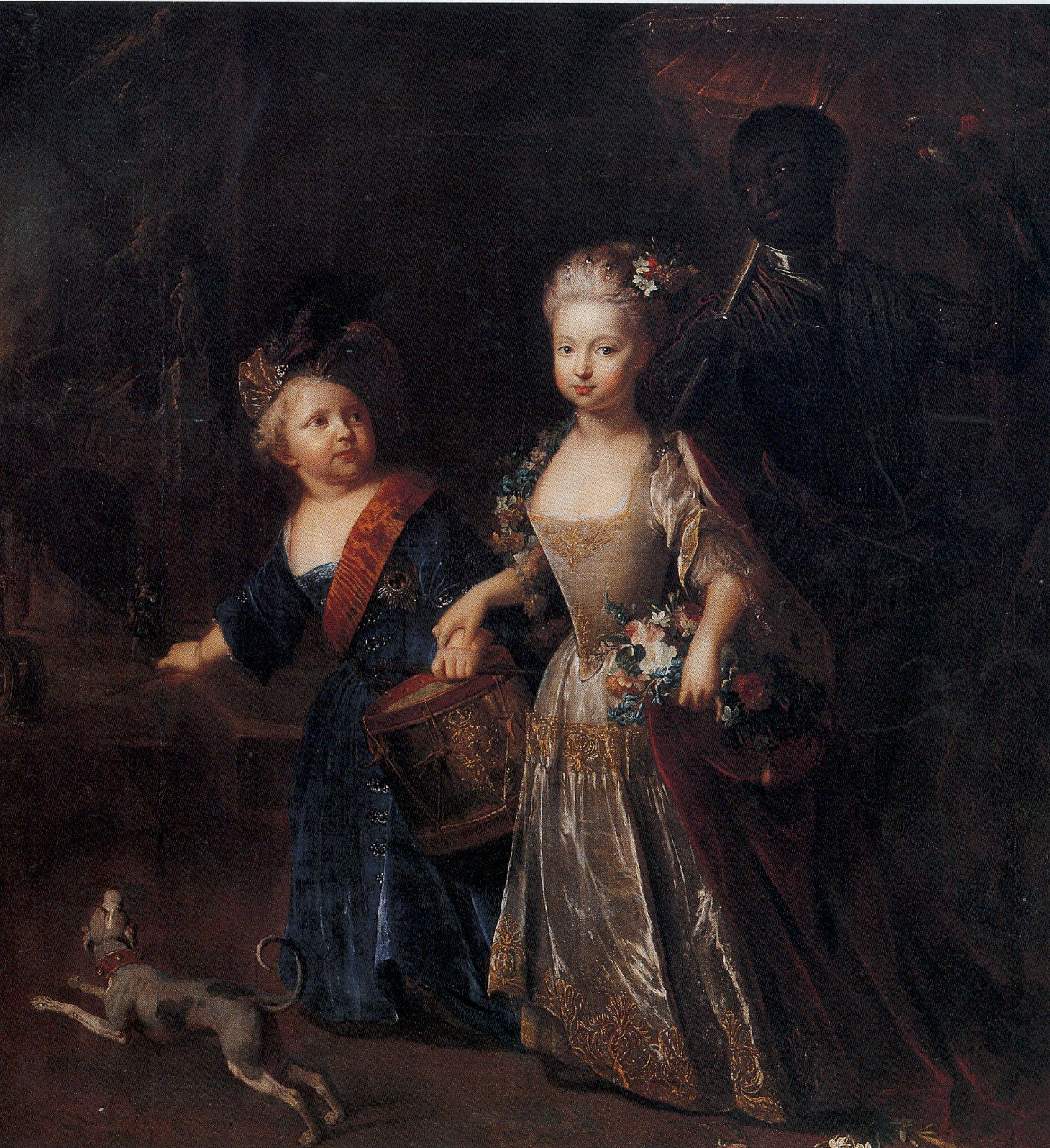
フリードリヒ2世と姉のヴィルヘルミーネ (c.1715)
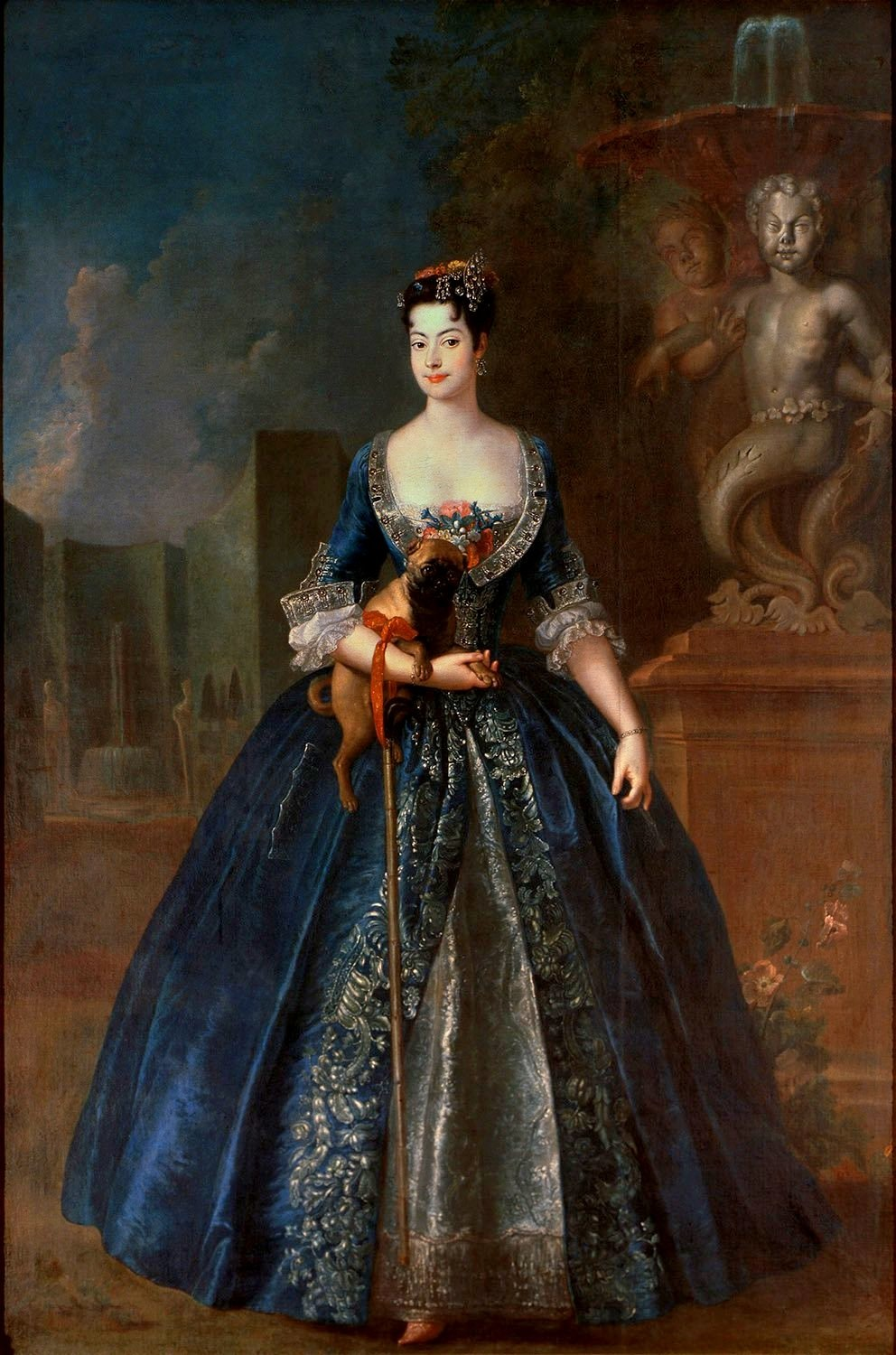
アンナ・カロリーナ・オジェルスカ (c.1728)
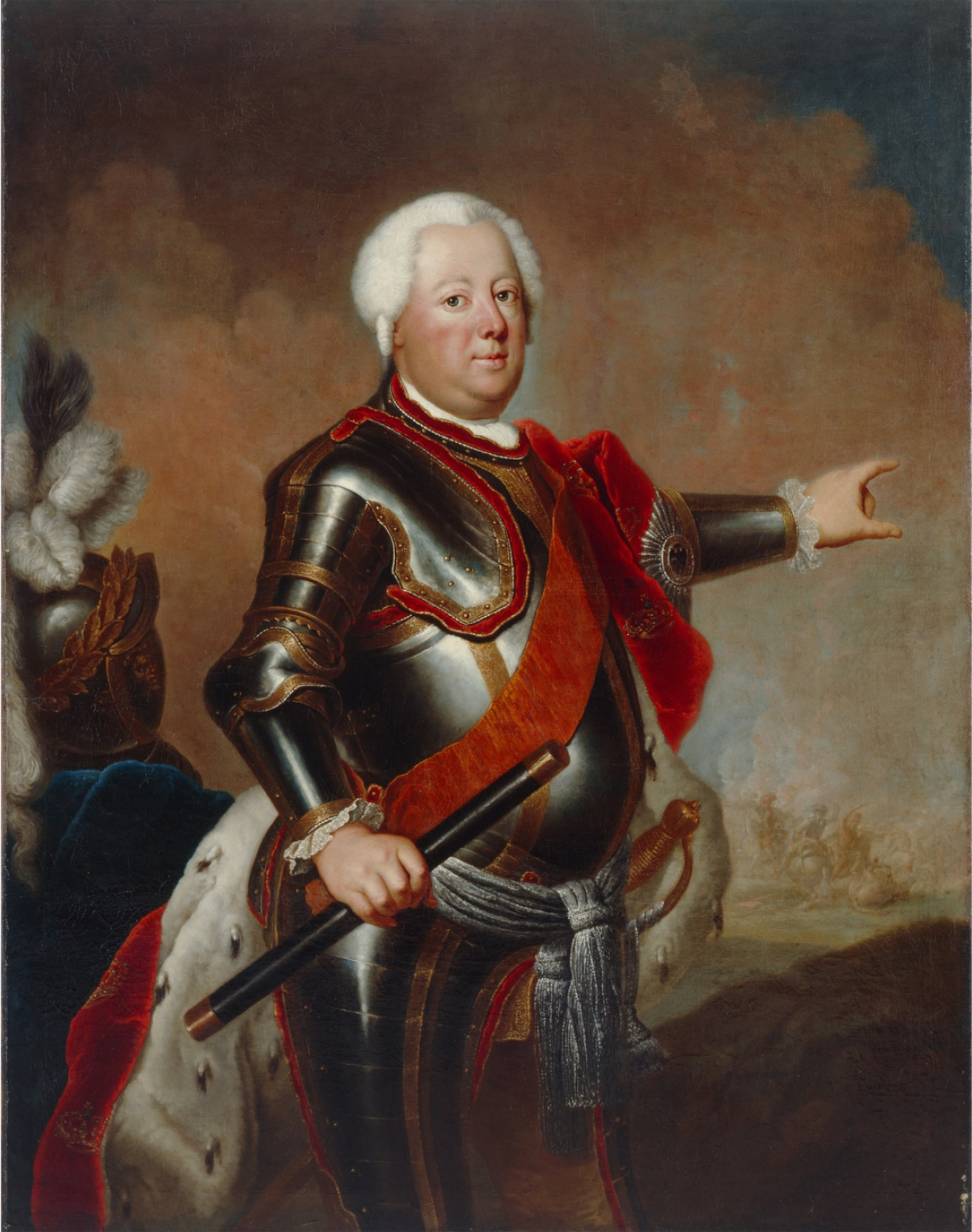
フリードリヒ・ヴィルヘルム1世 (c.1733)
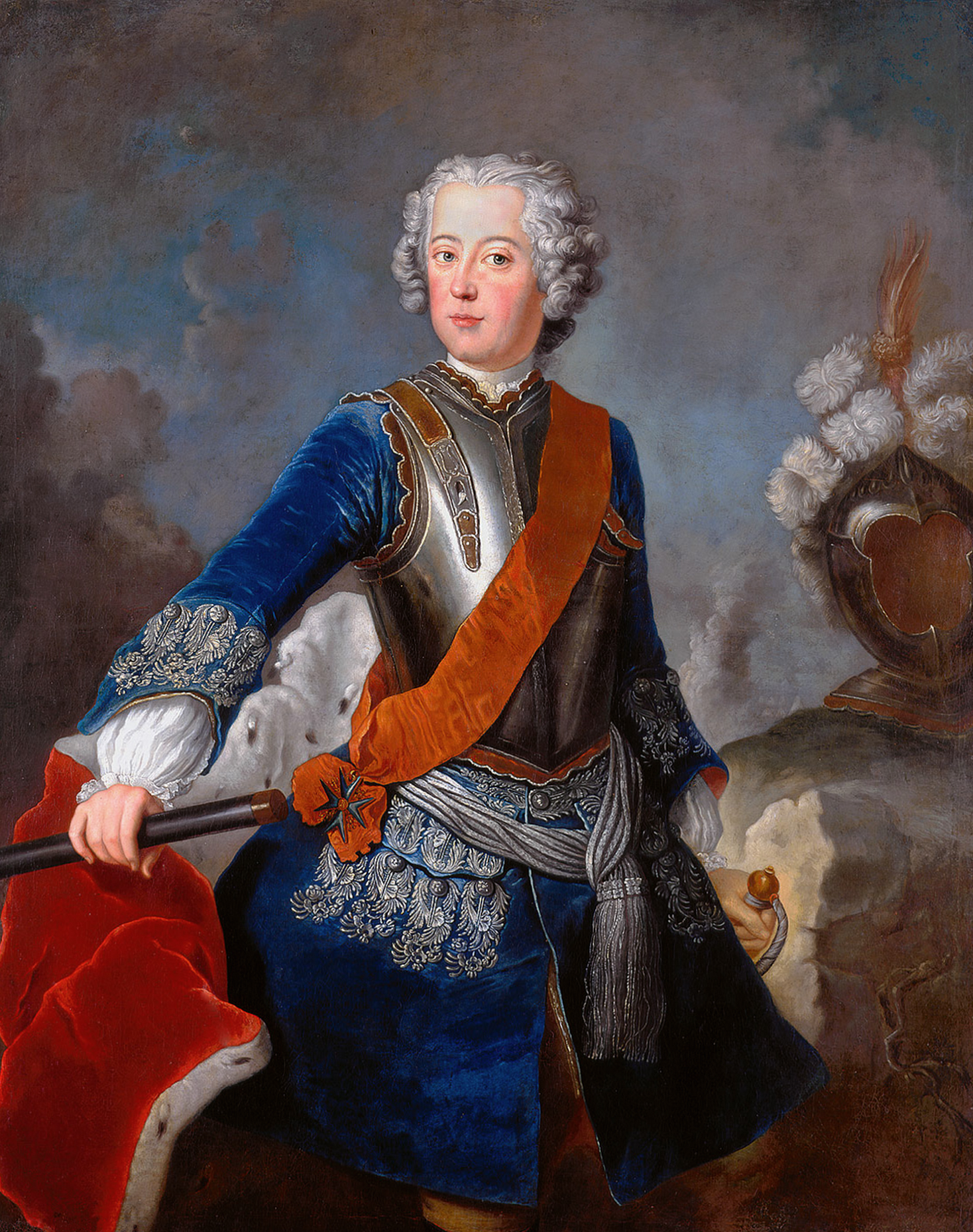
フリードリヒ2世 (c.1736)
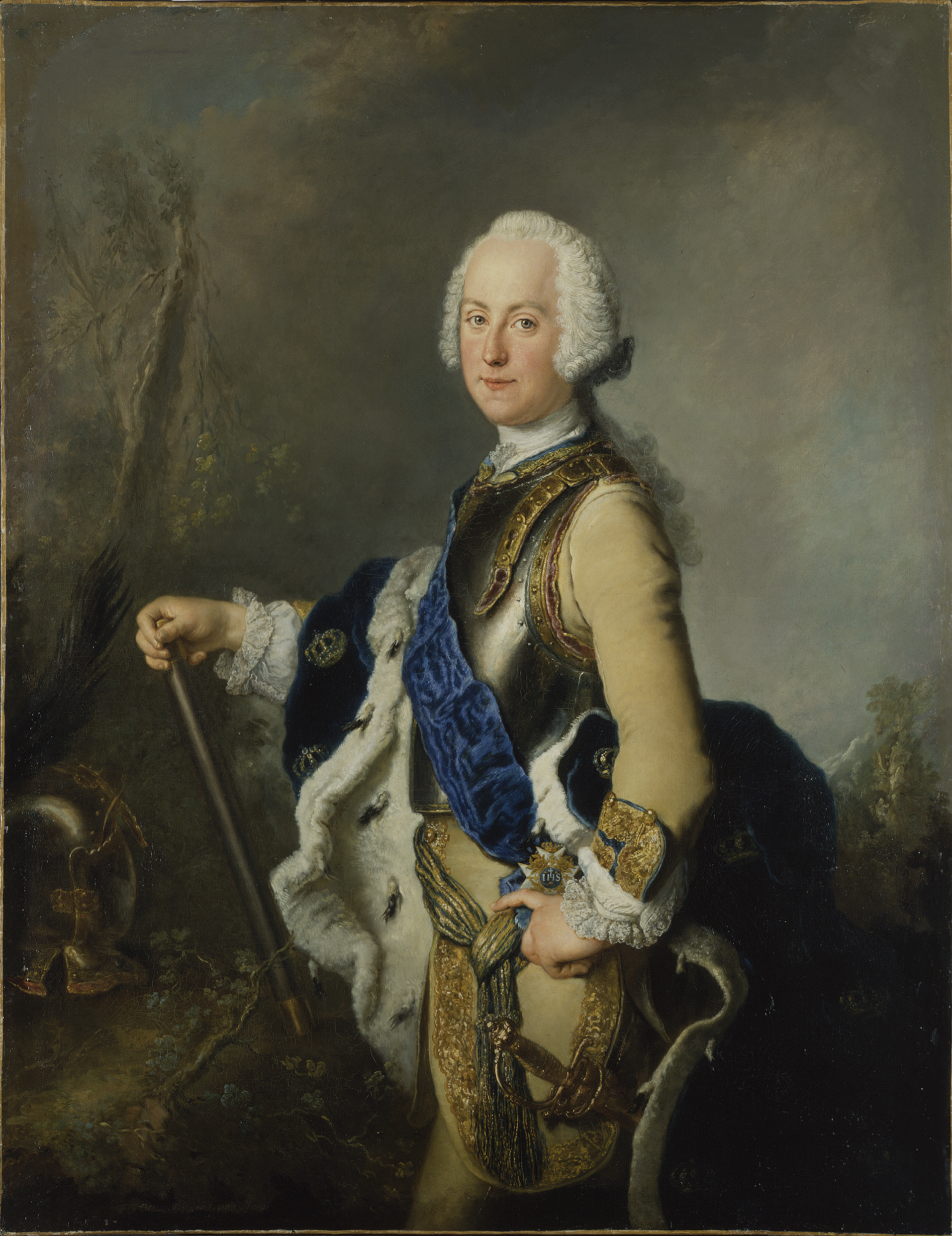
スウェーデン王アドルフ・フレドリク (c.1743)
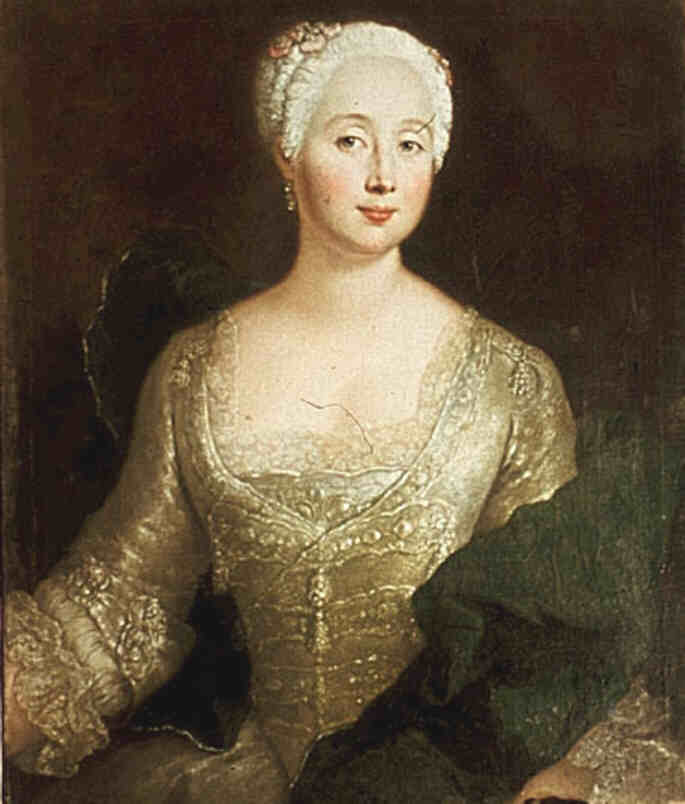
Luise Eleonore Wreech-貴族
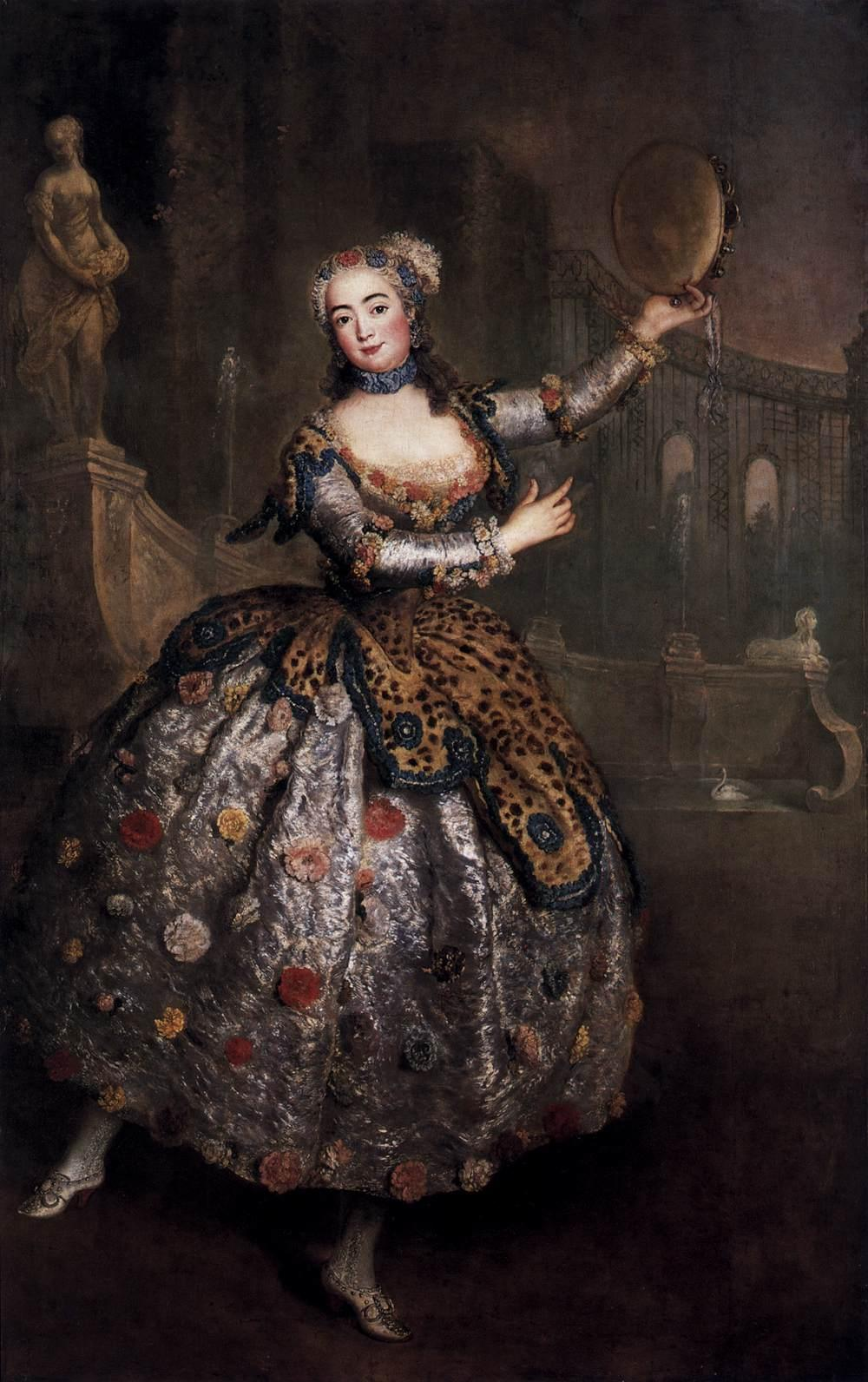
Barbara Campanin-バレリーナ